# 부산서중학교
부산서중학교(釜山西中學校)는 대한민국 부산광역시 동구 수정동에 있는 공립 중학교이다.

## 학교 연혁
- 1946년 7월 2일 : 부산사범학교로 설립 인가
- 1946년 7월 2일 : 초대 윤인구 교장 취임
- 1946년 9월 2일 : 부산사범학교 초등중학과 제1회 입학
- 1949년 7월 23일 : 부산사범학교 초등중학과 제1회 졸업
- 1950년 4월 1일 : 부산사범학교 병설 중학교로 개편
- 1950년 5월 12일 : 부산사범학교 초등중학과 제2회 졸업
- 1951년 7월 14일 : 부산사범학교 병설 중학교 제1회 졸업(1948년 9월 입학)
- 1956년 4월 1일 : 부산사범학교 부속 중학교로 개편
- 1962년 3월 7일 : 부산서중학교로 개칭
- 1968년 9월 1일 : 동대신동 화랑초등학교 자리에서 현 위치로 이전
- 2007년 8월 20일 : 교육복지실 구축
- 2008년 8월 25일 : 모둠학습실 구축(수업분석실)
- 2013년 8월 19일 : 진로활동실 구축
- 2021년 3월 1일 : AI 선도학교 및 온라인 콘텐츠 활용 교과서 선도학교 선정
- 2025년 2월 6일 : 제75회 졸업식 (97명) 졸업생 총 26,659명
- 2025년 3월 4일 : 제78회 입학식 1학년 92명 입학 4학급
- 2025년 3월 4일 : 제30대 조시내 교장 취임

## 참고 자료
- 부산서중학교 - 한국교육학술정보원 학교알리미